# ميغيل باربوسا هويرتا
ميغيل باربوسا هويرتا (بالإسبانية: Miguel Barbosa Huerta)‏ هو سياسي مكسيكي، ولد في 30 سبتمبر 1959 في المكسيك. حزبياً، نشط في حزب الثورة الديمقراطية. وقد انتخب عضو مجلس الشيوخ من المكسيك وانتخب عضو مجلس النواب المكسيك.